# Quinçay
Quinçay és un municipi francès situat al departament de la Viena i a la regió de la Nova Aquitània. L'any 2007 tenia 2.101 habitants.

## Demografia

### Població
El 2007 la població de fet de Quinçay era de 2.101 persones. Hi havia 743 famílies de les quals 166 eren unipersonals (47 homes vivint sols i 119 dones vivint soles), 190 parelles sense fills, 340 parelles amb fills i 47 famílies monoparentals amb fills.
La població ha evolucionat segons el següent gràfic:
Habitants censats

### Habitatges
El 2007 hi havia 824 habitatges, 771 eren l'habitatge principal de la família, 28 eren segones residències i 25 estaven desocupats. 743 eren cases i 15 eren apartaments. Dels 771 habitatges principals, 638 estaven ocupats pels seus propietaris, 124 estaven llogats i ocupats pels llogaters i 9 estaven cedits a títol gratuït; 65 tenien una cambra, 23 en tenien dues, 55 en tenien tres, 184 en tenien quatre i 443 en tenien cinc o més. 610 habitatges disposaven pel capbaix d'una plaça de pàrquing. A 204 habitatges hi havia un automòbil i a 483 n'hi havia dos o més.

### Piràmide de població
La piràmide de població per edats i sexe el 2009 era:
| Homes | Edats   | Dones |
| ----- | ------- | ----- |
| 0     | 95 o +  | 0     |
| 12    | 90 a 94 | 8     |
| 0     | 85 a 89 | 4     |
| 8     | 80 a 84 | 8     |
| 12    | 75 a 79 | 20    |
| 32    | 70 a 74 | 32    |
| 12    | 65 a 69 | 36    |
| 36    | 60 a 64 | 28    |
| 40    | 55 a 59 | 16    |
| 76    | 50 a 54 | 60    |
| 80    | 45 a 49 | 56    |
| 76    | 40 a 44 | 80    |
| 92    | 35 a 39 | 84    |
| 36    | 30 a 34 | 48    |
| 56    | 25 a 29 | 48    |
| 44    | 20 a 24 | 36    |
| 52    | 15 a 19 | 88    |
| 72    | 10 a 14 | 40    |
| 64    | 5 a 9   | 56    |
| 56    | 0 a 4   | 44    |

## Economia
El 2007 la població en edat de treballar era de 1.326 persones, 1.062 eren actives i 264 eren inactives. De les 1.062 persones actives 991 estaven ocupades (519 homes i 472 dones) i 71 estaven aturades (44 homes i 27 dones). De les 264 persones inactives 79 estaven jubilades, 120 estaven estudiant i 65 estaven classificades com a «altres inactius».

### Ingressos
El 2009 a Quinçay hi havia 762 unitats fiscals que integraven 2.113 persones, la mediana anual d'ingressos fiscals per persona era de 21.125 €.

### Activitats econòmiques
Dels 57 establiments que hi havia el 2007, 2 eren d'empreses extractives, 1 d'una empresa alimentària, 1 d'una empresa de fabricació d'altres productes industrials, 13 d'empreses de construcció, 8 d'empreses de comerç i reparació d'automòbils, 3 d'empreses de transport, 1 d'una empresa d'hostatgeria i restauració, 2 d'empreses financeres, 5 d'empreses immobiliàries, 10 d'empreses de serveis, 7 d'entitats de l'administració pública i 4 d'empreses classificades com a «altres activitats de serveis».
Dels 17 establiments de servei als particulars que hi havia el 2009, 1 era una oficina de correu, 2 tallers de reparació d'automòbils i de material agrícola, 3 guixaires pintors, 1 fusteria, 2 lampisteries, 3 empreses de construcció, 2 perruqueries, 1 restaurant i 2 agències immobiliàries.
Dels 2 establiments comercials que hi havia el 2009, 1 era una botiga de menys de 120 m² i 1 una fleca.
L'any 2000 a Quinçay hi havia 19 explotacions agrícoles que ocupaven un total de 833 hectàrees.

## Equipaments sanitaris i escolars
El 2009 hi havia 1 escola maternal i 1 escola elemental.

## Poblacions més properes
El següent diagrama mostra les poblacions més properes.